# Белых, Анна Павловна
Анна Павловна Белых (1 октября 1936 — 9 ноября 2012) — советская и российская театральная актриса, заслуженная артистка России, актриса Приморского театра Молодежи.

## Биография
Окончила театральный институт им. Щукина, а позже — в ВГИК. Снялась в эпизодических ролях в 9 кинофильмах: «Они были первыми», «Фома Гордеев», «Екатерина Воронина», «Ленинградская осень», «Залив счастья», «Мария Магдалина» и другие, в которых играли: Марк Бернес, Георгий Юматов, Михаил Ульянов и Любовь Орлова.
По окончании обучения переехала во Владивосток, почти 50 лет выступала на сцене Приморского ТЮЗа (ныне Приморский театр Молодежи).

## Награды
Заслуженная артистка России (2007).